# 라디에이터 (엔진 냉각)

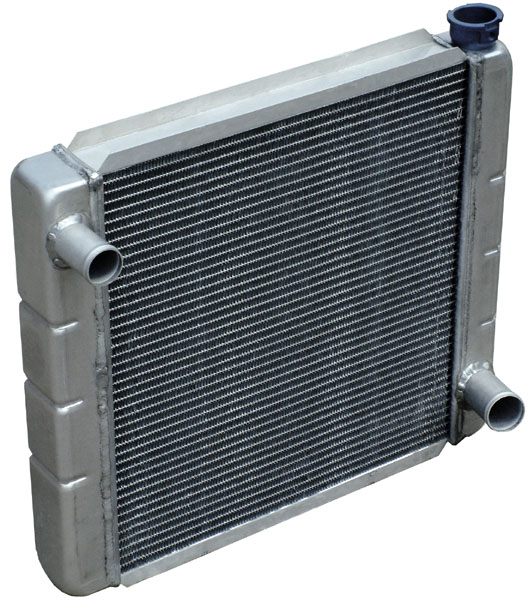
자동차에 사용되는 일반적인 엔진 냉각수 라디에이터

라디에이터(영어: Radiators)는 내연기관을 냉각하는 데 사용되는 열교환기로, 주로 자동차에서 사용되지만 피스톤 엔진을 장착한 항공기, 철도 기관차, 모터사이클, 고정식 발전소 또는 이와 유사한 엔진에서도 사용된다.
내연 기관은 종종 엔진 냉각수라고 하는 액체를 엔진 블록과 실린더 헤드를 통해 순환시켜 가열한 다음 라디에이터를 통해 대기로 열을 잃은 다음 엔진으로 돌아가 냉각한다. 엔진 냉각수는 일반적으로 수성이지만 오일일 수도 있다. 엔진 냉각수를 강제로 순환시키기 위해 물 펌프를 사용하는 것이 일반적이며 축류 팬을 사용하여 공기를 라디에이터로 강제로 순환시키는 것도 일반적이다.

## 같이 보기
- 내연기관
- 냉각제
- 인터쿨러
- 히터 코어(영어판)

### 참조주
- 《Opel Omega & Senator Service and Repair Manual》. Haynes. 1996. ISBN 978-1-85960-342-0.